# Piotr Żuchowski (naukowiec)
Piotr Szymon Żuchowski (ur. 1978) – polski chemik i fizyk, doktor habilitowany nauk fizycznych, specjalizuje się w chemii kwantowej. Profesor nadzwyczajny Instytutu Fizyki Uniwersytetu Mikołaja Kopernika w Toruniu.

## Życiorys
Studia ukończył na Wydziale Chemii Uniwersytetu Warszawskiego w 2002, gdzie następnie obronił pracę doktorską (2007) pt. Wielociałowy rachunek zaburzeń o adaptowanej symetrii dla układów otwartopowłokowych o wysokim spinie (promotorem był prof. Robert Moszyński). Staże podoktorskie odbył na Uniwersytecie Durham (2007-2010) oraz na Uniwersytecie w Nottingham (2010-2011). Habilitował się na Wydziale Fizyki, Astronomii i Informatyki Stosowanej Uniwersytetu Mikołaja Kopernika w 2014 na podstawie cyklu publikacji pt. Oddziaływania i zderzenia ultrazimnych atomów i molekuł. Od 2011 jest zatrudniony w Zakładzie Mechaniki Kwantowej Instytutu Fizyki Uniwersytetu Mikołaja Kopernika w Toruniu (najpierw jako adiunkt, a następnie profesor nadzwyczajny).
Swoje prace publikował m.in. w „Physical Review Letters”, „Chemical Physics Letters”, „Physical Chemistry Chemical Physics” oraz „Journal of Chemical Physics”.